# Farman MF.11
Maurice Farman MF.11 Shorthorn foi um biplano de reconhecimento aéreo, que podia funcionar como bombardeiro ligeiro, desenvolvido durante a Primeira Guerra Mundial pelo construtor francês Maurice Farman, da Farman Aviões.
|  |

## Operadores
- Arábia Saudita
- Austrália
  - Australian Flying Corps antecessora da RAAF
- Bélgica
  - Força Aérea Belga
- Espanha
- França
  - Exército do Ar Francês
- Reino da Itália
  - Corpo Aeronautico Militare
- Grécia
- Japão
- Noruega
- Portugal
  - Força Aérea Portuguesa
- Reino Unido
  - Royal Flying Corps
  - Royal Naval Air Service
- Roménia
  - Força Aérea Real Romena
- Império Russo
  - Serviço Aéreo Imperial Russo
- Sérvia
- Suíça 
  - Força Aérea Suíça
- Ucrânia